# Tuttlingen
Tuttlingen – miasto powiatowe w Niemczech, w kraju związkowym Badenia-Wirtembergia, w rejencji Fryburg, w regionie Schwarzwald-Baar-Heuberg, siedziba powiatu Tuttlingen oraz wspólnoty administracyjnej Tuttlingen. Leży w Jurze Szwabskiej, częściowo na terenie Parku Natury Górnego Dunaju, ok. 100 km na zachód od Memmingen.
Miasto zbudowano w dolinie górnego Dunaju, u stóp wzgórza Honberg. Na jego szczycie znajdował się średniowieczny zamek, który jednak nie przetrwał w swojej pierwotnej formie do naszych czasów. Kamienie z jego murów wykorzystano m.in. do odbudowy miasta po wielkim pożarze w roku 1803. W XIX w. zrekonstruowano jednak dwie wieże zamkowe, które stały się symbolem miasta.
Od 2000 roku w pobliżu Tuttlingen odbywa się w czerwcu festiwal rockowy Southside Festival.

## Gospodarka
Tuttlingen jest znanym w Niemczech i w Europie ośrodkiem produkcji narzędzi i urządzeń medycznych. W mieście znajduje się ponad 200 firm branży medycznej, a cały lokalny przemysł oferuje ok. 20.000 miejsc pracy. Miasto nazywane jest często światową stolicą techniki medycznej. Do największych przedsiębiorstw medycznych należą Karl Storz Endoskope, Aesculap AG i KLS Martin Group. 

## Współpraca
Miejscowości partnerskie:
- Battaglia Terme, Włochy (kontakty utrzymuje dzielnica Möhringen an der Donau)
- Bex, Szwajcaria
- Bischofszell, Szwajcaria (kontakty utrzymuje dzielnica Möhringen an der Donau)
- Draguignan, Francja
- Waidhofen an der Ybbs, Austria (kontakty utrzymuje dzielnica Möhringen an der Donau)